# Lélektani regény
A lélektani regény vagy pszichológiai regény nagyprózai szépirodalmi műfaj, amelyben a szereplők részletesen kidolgozott gondolatvilága, érzelmi és tudati élete, vagy éppen tudatalattija hangsúlyosabb szerepet tölt be, mint a mű cselekménye.
A lélektani regény (roman psychologique) kifejezést a 19. század végén Paul Bourget francia esztéta alkalmazta először a szentimentalizmus és a romantika stíluskorszakaiban fogant szépirodalmi alkotásokra. A 20. század esztétikájában e fogalommal párhuzamosan, némi jelentésbeli átfedéssel elterjedt az analitikus regény elnevezés is, amellyel a pszichoanalízis módszereivel a pszichés komplexusokat, a magányt, a szorongást feldolgozó regényeket illetik.
A lélektani regény klasszikusai között tartják számon Madame de la Fayette Clèves hercegnő (1678) című művét, Stendhal, Goethe, E. T. A. Hoffmann, Dosztojevszkij, Flaubert, Zola, Thomas Mann, Joyce, Zweig egyes műveit. A realizmus és a naturalizmus szülte meg a korszerű, differenciált lélekábrázolás igényét a regényirodalomban, ami a 20. századra a társadalomábrázolás egyik fő eszközévé vált. A magyar irodalomban a lélektani regény legkiemelkedőbb képviselője Németh László (Gyász, Iszony).

## Lásd még
- lélektani dráma